# British Rail Class 377
British Rail Class 377 (также известен под названием Electrostar) — британский электропоезд, произведённый компанией Bombardier. Было создано несколько серий данного электропоезда, некоторые из которых двухсистемные, в связи с этим данный электропоезд является самым распространённым из построенных после приватизации.

## Описание
Конструкция основана на других электропоездах семейства Electrostar. Все составы оснащены нижним токосъёмником для работы на линиях 750 В постоянного тока (данный тип электрификации характерен только для линий южного региона
. Закруглённое сечение борта позволяет проходить узкие тоннели на линиях южного региона.

## Эксплуатация
В 2001 году часть маршрутов южного региона была приобретена группой компаний Govia, задачей нового оператора стало улучшение ситуации — предыдущий оператор Connex получал многочисленные жалобы пассажиров. Необходимо было срочно обновлять подвижной состав, так как в эксплуатации ещё находились электропоезда Slam-doors. Первый состав Class 377 был переделан из Class 375 в 2001 году. В 2002 году были поставлены Class 377, созданные «с нуля». Эксплуатация с пассажирами задерживалась по техническим причинам, началась только в мае 2003 года. В том же году завершилась поставка первых двух партий — одна для South Central, другая для First Capital Connect. Дальнейшие поставки также были для данных компаний (оператор South Central переименовали в Southern). Эксплуатация ведётся на линиях южного региона, а двухсистемные варианты электропоездов также работают на линии Thameslink. В 2005 году старый подвижной состав Slam-doors был полностью заменён.
| Серия       | Оператор   | Количество | Год постройки | Вагонов в составе | Номера вагонов | Заметки                     |
| ----------- | ---------- | ---------- | ------------- | ----------------- | -------------- | --------------------------- |
| Class 377/1 | Southern   | 64         | 2002–2003     | 4                 | 377101-164     | Питание от третьего рельса. |
| Class 377/2 | Southern   | 6          | 2003–2004     | 4                 | 377201-206     | Двойное питание.            |
| Class 377/2 | Thameslink | 9          | 2003–2004     | 4                 | 377207-215     | Двойное питание.            |
| Class 377/3 | Southern   | 28         | 2001–2002     | 3                 | 377301-328     | Питание от третьего рельса. |
| Class 377/4 | Southern   | 75         | 2004–2005     | 4                 | 377401-475     | Питание от третьего рельса. |
| Class 377/5 | Thameslink | 23         | 2008–2009     | 4                 | 377501-523     | Двойное питание.            |
| Class 377/6 | Southern   | 34         | 2012-2014     | 5                 | 377601-626     | Питание от третьего рельса. |
| Class 377/7 | Southern   | 8          | 2014          | 5                 | 377701-708     | Двойное питание.            |

## Маршруты на которых используется

### Southern
- Mainline and Redhill Routes[англ.]: из Лондона в Брайтон, Хоршем, Рейгейт, Тонбридж, Истборн, Ор, Портсмут, Саутгемптон, Литлгемптон и Богнор Регис
- East Coastway Line[англ.]: из Брайтона в Истборн, Гастингс и Ор
- West Coastway Line[англ.]: из Брайтона в Портсмут, Литлгемптон, Богнор-Риджис и Саутгемптон
- West London Line[англ.]: из Ист Кройдона в Милтон Кинс
- Oxted Line[англ.]: из Лондона в Ист Гринстед

### Thameslink
- Thameslink[англ.]: Брайтон - Аэропорт Гатвик - Лондон - Лутон - Бедфорд; из Бедфорда в Эшфорд/Рочестер в час пик

## Рекорд скорости
11 сентября 2005 года вагоны 377472 и 377474 поставили рекорд скорости. Участок Лондон Бридж - Брайтон поезд преодолел за 36 минут 56 секунд.